# Jonas Shish
Jonas Shish (1605 – 5 maggio 1680) è stato un ingegnere britannico, familiarmente chiamato, "Old Shish", che tra il 1672 e il 1680 ricoprì la carica di maestro costruttore navale presso i cantieri di Depford, Woolwich e Shaerness.

## Biografia

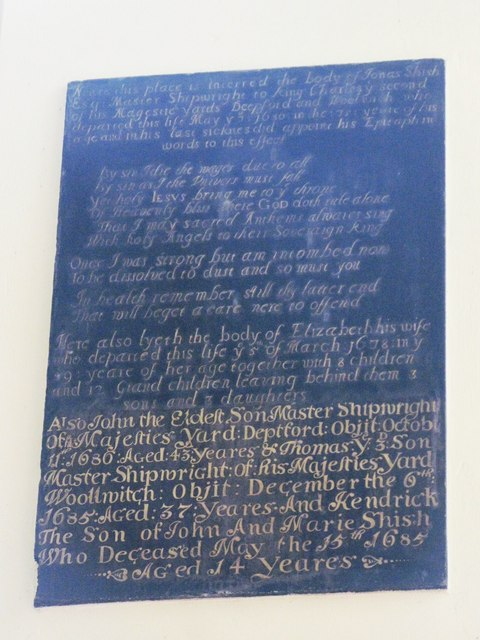
Chiesa di San Nicola, Deptford Green, SE8 - monumento a Jonas Shish, 1680, che fu maestro carpentiere navale di re Carlo II sia nei cantieri di Deptford che di Woolwich.

Nacque nel 1605, all'interno di una famiglia di costruttori navali di lunga esperienza, specializzata nella progettazione e nella realizzazione di navi di ogni genere. I membri della famiglia lavoravano ai cantieri navali di Deptford, Woolwich e Sheerness.  Dopo aver realizzato due navi, il Foresight da 34 cannoni a Deptford, e il Basing da 22 cannoni a Walberswick, Suffolk, tra il 15 dicembre 1657 e il 1 aprile 1668 fu assistente mastro carpentiere presso il Deptford Dockyard. Dopo aver realizzato il vascello da 70 cannoni Cambridge, alla morte di Christopher Pett, che era stato maestro costruttore navale a Deptford e a Woolwich, chiese a Samuel Pepys di mettere una buona parola presso re Carlo II per succedergli al cantiere navale di Deptford. Quando Pepys incontrò il Re, la decisione di nominarlo sostituto di Pett per i cantieri di Depford e Woolwich era già stata presa. Assunse l'incarico il 1 aprile 1664, e visse a Deptford dal 1668 al 1675. Pur essendo semianalfabeta, e considerato da Pepys un forte bevitore, era invece molto stimato da Sir John Evelyn, che risiedeva anche lui a Deptford.  Nel 1668, dopo la morte del progettista Christopher Pett, a Depford sovraintese al varo e al successivo completamento, del vascello da 96 cannoni Charles.
Il 1 gennaio 1672 assunse l'incarico di maestro costruttore navale presso il cantiere navale di Sheerness. Mercoledì 1º luglio 1674 inviò un breve trattato al Segretario dell'Ammiragliato, Samuel Pepys. La maggior parte della comunicazione scritta tra di loro riguardava questioni commerciali banali come i progressi compiuti nell'allestimento di una nave e simili. Questa era diversa: si trattava di una corrispondenza personale e privata intitolata The Dimensions of the Modell of a 4th Rate Ship, e presentava notevoli dettagli.
La prima parte del documento riporta le dimensioni principali di una nave di quarto rango ed è il tipo di informazioni che si trovano incorporate nei contratti di costruzione navale contemporanei, ma in modo più completo, fornendo molte più dimensioni di quelle normalmente presenti, come l'altezza tra i ponti, la lunghezza del cassero e l'altezza della falchetta inferiore in tre punti diversi. Mentre il cassero di Shish è completamente dimensionato per lunghezza e altezza sia a prua che a poppa.
Lavorò presso Sir Christopher Wren e gli fornì un preventivo per il suo sloop, il Chatham. Si spense il 5 maggio 1680, e il suo funerale si tenne il 13 dello stesso mese. Sir John Evelyn tenne uno dei quattro drappi funebri sopra la bara di Jonas Shish durante la cerimonia. Due dei suoi figli furono anch'essi maestri d'ascia, John a Deptford e Thomas a Woolwich. 
Nella chiesa di San Nicola a Deptford c'è un monumento commemorativo in onore di Jonas Shish e di alcuni dei suoi discendenti.

### Attività progettuale
Durante la sua carriera fu responsabile della costruzione e della progettazione delle seguenti navi:
- Foresight, da 34 cannoni.
- Basing, 20 cannoni, a Walberswick, Suffolk.
- Cambridge, vascello da 70 cannoni.
- London, vascello da 96 cannoni.[N 1]
- Dove, ketch da 4 cannoni.
- Dolphin,  sloop da 4 cannoni.
- Lizard, sloop da 4 cannoni.
- Vulture,  sloop da 4 cannoni.
- Saudadoes, corvetta da 16 cannoni, a Portsmouth.
- Royal Oak, vascello da 74 cannoni.[4]
- Bridgett
- Hunter,brulotto da 28 cannoni costruito a Rotherhithe, Surrey.
- Vulcan, brulotto da 28 cannoni costruito a Rotherhithe, Surrey.
- Eaglet, ketch da 10 cannoni

### Annotazioni
1. ↑  La nave, precedentemente nota come Loyal London, era stata incendiata dagli olandesi sul fiume Medway nel 1667. Era stata pagata con un prestito di 100.000 sterline dalla City di Londra. Shish ricostruì la nave originale presso il cantiere navale di Deptford.

### Fonti
1. 1 2 3 4 5  Threedecks.
2. 1 2 3  St. Alfege.
3. 1 2 3  The Diary of Samuel Pepys.
4. 1 2 3 4  Clark 1904, p. 99.
5. 1 2 3  Clark 1904, p. 100.
6. 1 2  Rotherhithe Heritage.
7. 1 2 3  Endsor 2020, p. 100.
8. 1 2  Endsor 2020, p. 104.